# Giovanni Colombo (cardinale)
Giovanni Umberto Colombo (Caronno Milanese, 6 dicembre 1902 – Milano, 20 maggio 1992) è stato un cardinale e arcivescovo cattolico italiano.

## Biografia
Nacque a Caronno Milanese (poi Caronno Pertusella), allora in provincia e arcidiocesi di Milano, il 6 dicembre 1902, da Enrico Colombo, capo officina in una fabbrica, e da Luigia Millefanti, magliaia e ricamatrice. Fu battezzato l'8 dicembre nella chiesa di Santa Margherita.

### Formazione e ministero sacerdotale
In giovane età entrò nel seminario ginnasiale di San Pietro Martire a Seveso; passò poi al seminario liceale di Monza, per proseguire gli studi di teologia nella sede del seminario di Corso Venezia a Milano, che risaliva ai tempi di Carlo Borromeo (XVI secolo).
Il 26 maggio 1923 ricevette la tonsura, il 22 dicembre 1923 i primi ordini minori e il 19 marzo 1924 i secondi ordini minori. Il 28 giugno 1925 fu ordinato suddiacono, il 1º novembre 1925 diacono e il 29 maggio 1926 presbitero, nella cattedrale di Milano, dal cardinale Eugenio Tosi.
Si licenziò in teologia nel 1926, subito dopo l'ordinazione sacerdotale, e si laureò in lettere nel 1932 presso l'Università Cattolica del Sacro Cuore.
Il cardinale Alfredo Ildefonso Schuster lo nominò rettore del liceo classico del seminario nella nuova sede di Venegono Inferiore, nel 1939, e rettore maggiore dei seminari milanesi nel 1953.

### Ministero episcopale e cardinalato

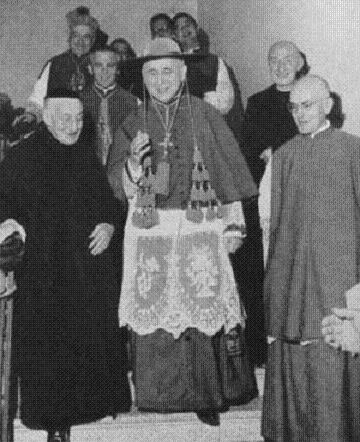
L'arcivescovo Giovanni Colombo (al centro con il galero).

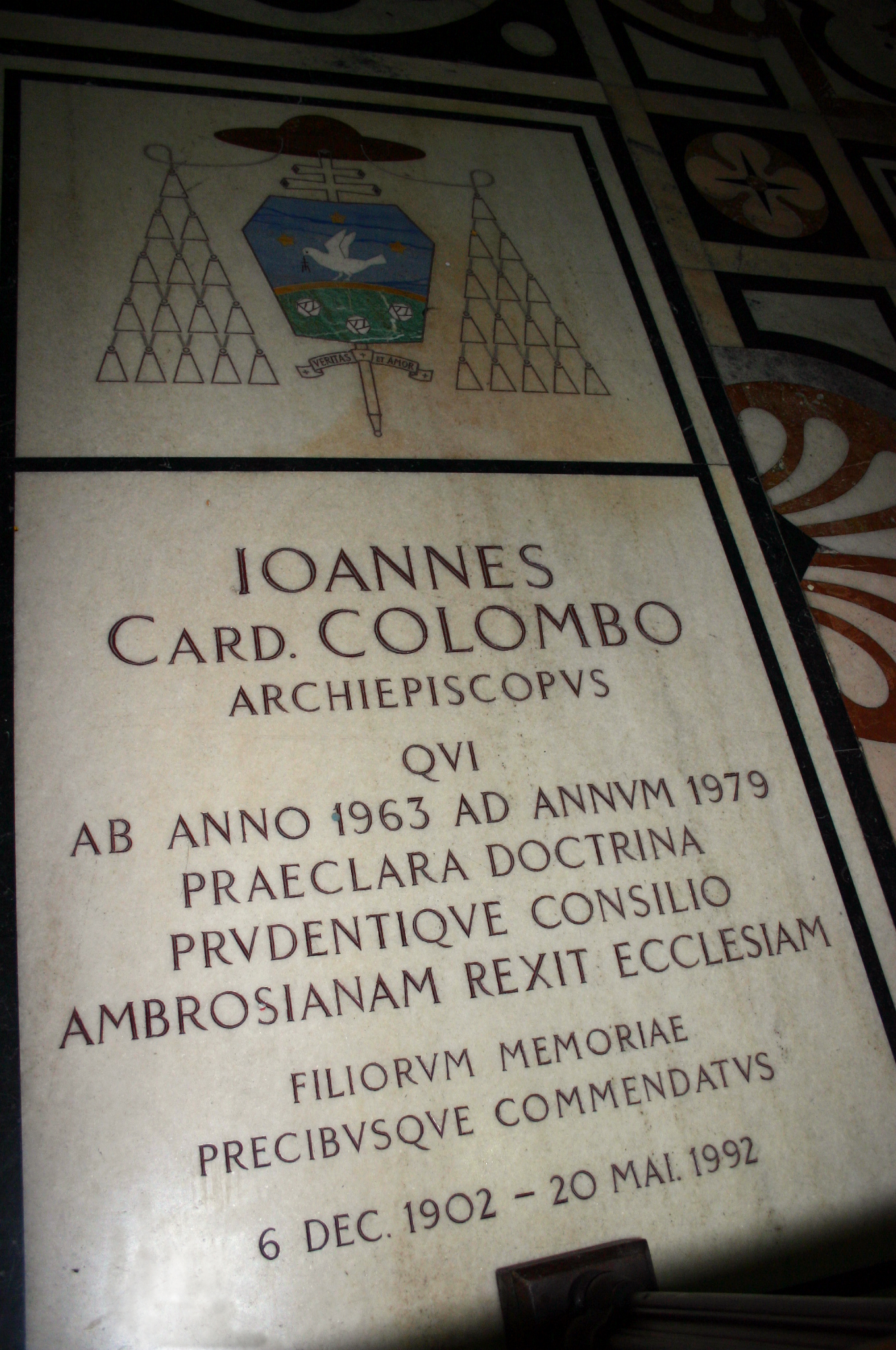
La tomba del cardinale Colombo nel duomo di Milano.

Il 25 ottobre 1960 papa Giovanni XXIII lo nominò vescovo ausiliare di Milano e vescovo titolare di Filippopoli di Arabia. Il 7 dicembre successivo ricevette l'ordinazione episcopale, nella basilica di Sant'Ambrogio a Milano, dal cardinale Giovanni Battista Montini, arcivescovo metropolita di Milano, futuro papa Paolo VI, co-consacranti Anacleto Cazzaniga, arcivescovo metropolita di Urbino, e Giuseppe Schiavini, vescovo ausiliare di Milano (poi arcivescovo).
Fece parte della commissione preparatoria del Concilio Vaticano II per i seminari e le università degli studi. Fu padre conciliare, prima come vescovo ausiliare e poi come arcivescovo.
Il 10 agosto 1963 papa Paolo VI (eletto papa il 21 giugno dello stesso anno) lo nominò arcivescovo metropolita di Milano; diventò così suo successore sulla cattedra dei santi Ambrogio e Carlo. Il 20 ottobre successivo prese possesso dell'arcidiocesi, nella cattedrale di Milano, in occasione della solennità della sua dedicazione.
Il 22 febbraio 1965 lo stesso pontefice lo creò cardinale presbitero dei Santi Silvestro e Martino ai Monti.
Terminato il Concilio Vaticano II, al fine di applicarlo indisse il 46º sinodo diocesano, che si protrasse dal 1966 al 1972. L'arcidiocesi di Milano si può dire ancora caratterizzata dalle decisioni di quel sinodo: conservare, pur riformandolo, il rito ambrosiano; riorganizzare l'arcidiocesi in zone pastorali e in decanati sopprimendo la tradizione secolare delle pievi milanesi; istituire il consiglio presbiterale diocesano e il consiglio pastorale diocesano; proporre all'inizio dell'anno pastorale un programma comune a tutta l'arcidiocesi: di qui le lettere pastorali promulgate ogni anno l'8 settembre, festa della Natività di Maria, cui è dedicato il duomo di Milano. Entrarono nella tradizione anche i suoi discorsi alla città, tenuti la vigilia della solennità di Sant'Ambrogio nell'omonima basilica. Durante il suo episcopato consacrò 157 nuove chiese.
Iniziatore di svariate opere sociali nella diocesi fondò, tra l'altro, l'Università della Terza Età insieme al prof. Elio Baldoni e con la collaborazione di monsignor Giovanni Saldarini, poi arcivescovo di Torino e cardinale.
Partecipò al conclave dell'agosto 1978 per l'elezione di Giovanni Paolo I e, dopo poco tempo, a quello di ottobre per l'elezione di Giovanni Paolo II. In quest'ultimo conclave fu più volte indicato tra i favoriti all'elezione.
Colpito da un ictus nel maggio 1979, il 29 dicembre successivo papa Giovanni Paolo II accolse la sua rinuncia, presentata per raggiunti limiti di età, al governo pastorale dell'arcidiocesi di Milano; gli succedette Carlo Maria Martini, fino ad allora rettore della Pontificia Università Gregoriana.
Da arcivescovo emerito si ritirò nel seminario di Corso Venezia, che aveva fatto ristrutturare.
Morì a Milano, il 20 maggio 1992, all'età di 89 anni. Dopo le esequie, celebrate dal cardinale Carlo Maria Martini nel duomo di Milano, fu sepolto nella navata destra dello stesso edificio, di fronte all'altare della Virgo potens, contenente le spoglie del beato cardinale Alfredo Ildefonso Schuster.

## Genealogia episcopale e successione apostolica
La genealogia episcopale è:
- Cardinale Scipione Rebiba
- Cardinale Giulio Antonio Santori
- Cardinale Girolamo Bernerio, O.P.
- Arcivescovo Galeazzo Sanvitale
- Cardinale Ludovico Ludovisi
- Cardinale Luigi Caetani
- Cardinale Ulderico Carpegna
- Cardinale Paluzzo Paluzzi Altieri degli Albertoni
- Papa Benedetto XIII
- Papa Benedetto XIV
- Papa Clemente XIII
- Cardinale Marcantonio Colonna
- Cardinale Giacinto Sigismondo Gerdil, B.
- Cardinale Giulio Maria della Somaglia
- Cardinale Carlo Odescalchi, S.I.
- Cardinale Costantino Patrizi Naro
- Cardinale Lucido Maria Parocchi
- Papa Pio X
- Papa Benedetto XV
- Papa Pio XII
- Cardinale Eugène Tisserant
- Papa Paolo VI
- Cardinale Giovanni Umberto Colombo

La successione apostolica è:
- Vescovo Carlo Manziana, C.O. (1964)
- Vescovo Carlo Colombo (1964)
- Arcivescovo Angelo Pedroni (1965)
- Vescovo Teresio Ferraroni (1967)
- Vescovo Ferdinando Maggioni (1967)
- Vescovo Antonio Silvio Zocchetta, O.F.M. (1968)
- Arcivescovo Enrico Manfredini (1969)
- Vescovo Bernardo Citterio (1969)
- Vescovo Libero Tresoldi (1970)
- Vescovo Giulio Oggioni (1972)
- Vescovo Enrico Assi (1976)
- Cardinale Giacomo Biffi (1976)
- Vescovo Pietro Salvatore Colombo, O.F.M. (1976)
- Cardinale Attilio Nicora (1977)
- Arcivescovo Silvio Luoni (1978)
- Vescovo Fiorino Tagliaferri (1978)

## Opere
- Giovanni Colombo, Letteratura e cristianesimo nel primo Novecento, a cura di Inos Biffi, Milano, Jaca Book, 2008, ISBN 978-8816304512.